# Мендата
Мендата (баск. Mendata, ісп. Mendata) — муніципалітет в Іспанії, у складі автономної спільноти Країна Басків, у провінції Біская. Населення — 382 особи (2009).
Муніципалітет розташований на відстані близько 330 км на північ від Мадрида, 22 км на схід від Більбао.
На території муніципалітету розташовані такі населені пункти: (дані про населення за 2009 рік)
- Альбіс: 59 осіб
- Елехальде: 159 осіб
- Марміс: 85 осіб
- Олабе: 79 осіб

## Демографія
Динаміка населення (INE ):

## Галерея зображень

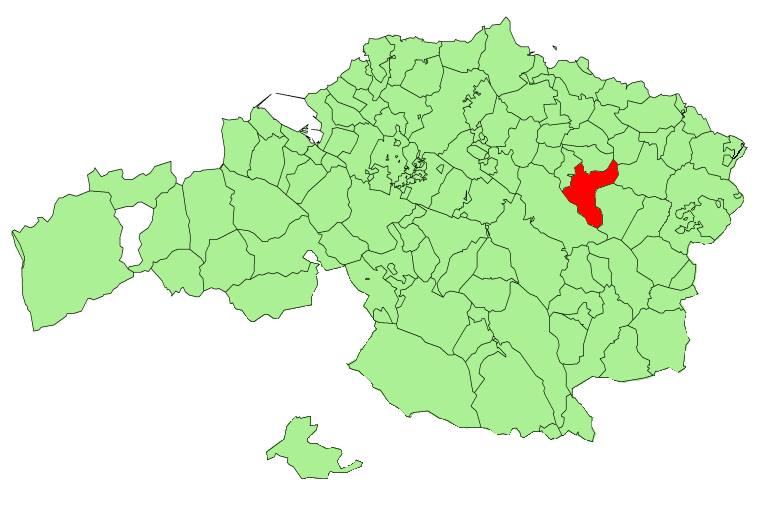
Розташування муніципалітету